# The American
The American er en amerikansk thriller fra 2010 instrueret af Anton Corbijn. I filmen medvirker blandt andre George Clooney, Violante Placido, Thekla Reuten, Paolo Bonacelli, Irina Björklund og Johan Leysen. 
The American er en bearbejdet version af novellen A Very Private Gentleman, skrevet af Martin Booth. Musikken er skrevet af Herbert Grönemeyer. Nogle af scenerne i The American blev filmet i Östersund.

## Medvirkende
- George Clooney som Jack
- Violante Placido som Clara
- Thekla Reuten som Mathilde
- Paolo Bonacelli som Father Benedetto
- Irina Björklund som Ingrid
- Johan Leysen som Pavel